# Джейден Коул
Джейден Коул (англ. Jayden Cole, настоящее имя — Meghan Ashley Gorton, род. 9 октября 1985 года) — американская порноактриса и танцовщица стриптиза.

## Биография
Джейден Коул, настоящее имя — Меган Эшли Гортон, родилась в прибрежном городе Хантингтон-Бич в округе Оранж (Калифорния) в октябре 1985 года в семье с ирландскими и ливанскими корнями.
В подростковом возрасте она работала танцором в Walt Disney World Resort в Орландо (Флорида). Позже вернулась в Калифорнию, поселившись в Лос-Анджелесе, где начала выступать в роли танцовщицы в клубах. Начала сниматься в фильмах для взрослых в 2009 году, в 24 лет, дебютировав в фильме Fly Girls.
В декабре 2009 года, Джейден Коул была выбран Penthouse Pets журналом Penthouse
.
Работала с такими студиями, как Girlfriends Films, New Sensations, Naughty America, Penthouse, Hustler и Reality Kings.
В 2015 и 2016 годах была представлена на AVN Awards в номинации «лесбийская актриса года».
Снялась более чем в 190 фильмах.

## Премии и номинации
| Год  | Церемония  | Результат | Номинация                              | Работа                         |
| ---- | ---------- | --------- | -------------------------------------- | ------------------------------ |
| 2011 | AVN Awards | Номинация | Лучшая лесбийская сцена секса          | Pin-Up Girls 5                 |
| 2015 | AVN Awards | Номинация | Лесбийская исполнительница года        | н/д                            |
| 2016 | AVN Awards | Номинация | Лесбийская исполнительница года        | н/д                            |
| 2016 | AVN Awards | Номинация | Лучшая лесбийская сцена секса          | Penthouse Pet All-Girl Retreat |
| 2017 | AVN Awards | Номинация | Лесбийская исполнительница года        | н/д                            |
| 2017 | AVN Awards | Номинация | Приз зрительских симпатий: медиазвезда | н/д                            |
| 2018 | AVN Awards | Номинация | Лесбийская исполнительница года        | н/д                            |
| 2018 | AVN Awards | Номинация | Приз зрительских симпатий: медиазвезда | н/д                            |